# Ci sono bambini a zig-zag
Ci sono bambini a zig-zag è un romanzo dello scrittore israeliano David Grossman.
Tradotto da Sarah Kaminski e Elena Loewenthal per Arnoldo Mondadori Editore.

## Trama
In occasione del bar-mitzvah, la maggior età religiosa, invece di un regalo comune, la sua famiglia gli organizza un viaggio in treno fino ad Haifa con sorprese lungo il percorso, da trovare seguendo alcuni indizi. Poco dopo la partenza però Nono sbaglia e si rivolge alla persona sbagliata, che tuttavia lo stava aspettando: ad un criminale. Inizia un viaggio rocambolesco: sfuggono alla polizia a bordo di una macchina, fanno perdere le loro tracce. Durante la fuga si conoscono di più, Felix domanda molte cose al bambino che si sente a suo agio e confessa al nuovo amico cose che non aveva mai raccontato neanche ai genitori. Nono si insospettisce dell'atteggiamento del suo accompagnatore ma lui le aveva promesso di conoscere la verità sulla madre, che non ha mai conosciuto, non si allontana. Si lasciò anche coinvolgere in un nuovo inganno: i due si introducono nella casa di una attrice teatrale di nome Lola. Nono è sorpreso dall'accoglienza ricevuta, non riesce a comprendere come sia così importante per Lola e Felix. Dopo incredibili avventure notturne e terribili sospetti capisce che in realtá felix e lola sono i suoi nonni cioè i genitori di sua madre, che il padre non ha mai voluto fargli conoscere. è ricercato dalla polizia, tutti pensano che Felix lo abbia rapito. Infine il padre lo trova, lasciando scappare Felix. Per Nono si sta per avverare un desiderio: avere una famiglia normale con una mamma.
"I ricordi non si possono rubare" disse Felix, "soltanto alterare. Ma io mi accontento di alterare i miei."
"Ma poi gli anni passavano, cinque, sei, sette, e l'odio scompariva. Quanto si può andare avanti a odiare?  L'odio è fragile come l'amore, comunque è tutto un gioco."»